# Fredrik Forsberg
Fredrik Forsberg (bürgerlich Fredrik Forsblad) ist ein deutscher Musiker, Songwriter und Produzent. Er ist Mitbegründer, Leadsänger und Songwriter der Band Beathotel. Mit seinem deutschsprachigen Album „Welt als Wille & Fiktion“ startete Forsberg 2012 eine Solokarriere.

## Werk
Fredrik Forsberg war von 1990 bis 1994 Mitglied der Pop-Band The Major. Ab 1992 war er außerdem Gitarrist der Band NonArtArt. Beide Bands lösten sich 1994 auf.
Im Jahr 1995, nach einem Jahr Pause, gründete Forsberg dann Beathotel, denen er bis heute als Leadsänger, Songwriter und Gitarrist angehört.
2012 veröffentlichte Fredrik Forsberg sein erstes deutschsprachiges Album „Welt als Wille & Fiktion“. In seinen Texten übt er teilweise heftige Kritik an Kirche, Religion und Gesellschaft. In einem Interview gab er an, dass er bereits 2007 mit der Arbeit am Album begonnen hatte.
Inspirieren lässt sich Forsberg häufig von den Beatles, sodass sich auf seinen Alben immer wieder Cover von bekannten Beatles-Songs finden, beispielsweise Eleanor Rigby auf dem Album Fast Forward. Zusammen mit Peter Woeckel veröffentlichte er 2016 zudem die App „Appey Road - das Beatles-Quiz“ im App Store.

## Diskografie
- 2012: Welt als Wille & Fiktion (Album, BSC/Rough Trade Records)
- 2012: Gib Alles (Single, Rough Trade Records)
- 2019: Neues aus dem Wolkenkuckucksheim (Album, Dr. Evil Records)
- 2021: Nur ein Spiel (Album, Dr. Evil Records)